# Athar-Ali Fyzee
Athar-Ali Fysee est un joueur indien de tennis, né le 28 août 1883 à Bombay et mort le 3 novembre 1963 à Londres (Angleterre) 

## Carrière

### Parcours aux Internationaux de France
Il participe à 5 tournois de Roland Garros, le dernier en 1934.
Parcours au premier Internationaux de France de tennis (appelé Roland Garros à partir de 1928) en 1925 :

Grâce au forfait de Chancerel puis à l'abandon de Gentien tête de série n°15, il atteint les 1/8 ème ; il est le seul joueur non tête de série à battre une tête de série.
- 1/32, A. Chancerel (forfait)
- 1/16, Antoine Gentien (5-7, 11-9, abandon)
- 1/8, perd contre René Lacoste (6-4, 6-1, 9-7)

### Parcours à Wimbledon
Il participe à 12 tournois de Wimbledon, le premier en 1910 et le dernier en 1933.
Son parcours au tournoi de Wimbledon en 1926 est le suivant :
- 1/64, E.L. Sarkies (6-3, 4-6, 6-2, 6-2)
- 1/32, Eric Peters (6-3, 3-6, 6-3, 6-1)
- 1/16, Cor Bryan (6-8 6-4 6-1 6-4)

À Wimbledon en 1930 il perd au premier tour contre Bill Tilden (6-1, 6-0, 6-2) et en 1932, au deuxième tour contre Gottfried von Cramm (6-4, 6-3, 6-1).

### Parcours en coupe Davis
En Coupe Davis il a atteint avec son équipe à deux reprises les quarts de finale en 1921 et 1922.

En 1922 l'Inde bat la France au Racing Club de France, il bat avec Lewis Deane, son partenaire de double la paire Jacques Brugnon / William Laurentz (6-1, 2-6, 5-7, 6-2, 6-4).

### Parcours aux Jeux olympiques
Il participe au tournoi de Jeux olympiques de 1924 à Paris ; il est éliminé au deuxième tour par le Grec Ávgoustos Zerléndis.

### Parcours dans les autres tournois
En 1910, 1/4 de finale à Rochester.
Participe au Tournoi du Queen's en 1931 et 1932.

## Référence
1. ↑  , Geni, consulté le 29 mai 2013.
2. ↑  (en) Tennis Archives